# Główczyce (przystanek kolejowy)
Główczyce – nieistniejący przystanek osobowy w Główczycach, w województwie pomorskim, w Polsce.